# Herbert Hohenberger
Herbert Hohenberger (* 8. Februar 1969 in Villach) ist ein ehemaliger österreichischer Eishockeyspieler und derzeitiger -trainer sowie -funktionär. Sein Bruder Martin Hohenberger war ebenfalls ein professioneller Eishockeyspieler.

## Karriere
Herbert Hohenberger begann beim Villacher SV mit dem Eishockey und spielte 1985 erstmals für dessen Bundesliga-Team. Ein Jahr später ging der rechts schießende Verteidiger in die kanadische Juniorenliga Québec Major Junior Hockey League. Dort war er zwei Jahre für die Olympiques de Hull aktiv und gewann mit dem Team 1988 den Coupe du Président, die Meisterschaft der QMJHL. Nach einem weiteren Einjahres-Engagement in seiner Heimat spielte der ungedraftete Verteidiger ein zweites Mal in Übersee.
Zwei Jahre spielte er in QMJHL, American Hockey League und International Hockey League für verschiedene Mannschaften. Im Sommer 1991 kehrte Hohenberger wieder nach Österreich zurück und gewann mit dem EC VSV in den folgenden drei Jahren zwei Meisterschaften. Aufgrund seiner enormen Offensivstärke verpflichteten ihn die Kölner Haie 1994 für insgesamt vier Jahre. In der Spielzeit 1994/95 errang er mit dem KEC auch die deutsche Meisterschaft, ein Jahr später wurde er mit den Kölnern Vizechampion. Von 1998 bis 2007 spielte er, nur unterbrochen von einem Jahr bei den Augsburger Panthern, erneut für seinen Villacher Heimatverein und errang drei weitere Meisterschaften.
Zur Saison 2007/08 unterzeichnete Hohenberger einen Vertrag beim HC Innsbruck und spielte somit erstmals für ein anderes österreichisches Team. Nach der Saison 2009/10 beim HC Innsbruck beendete er seine aktive Karriere.

### Als Trainer
In der Saison 2010/11 war er als Assistenztrainer der U20-Junioren des HC Innsbruck sowie als Assistenz-General-Manager der Profimannschaft tätig. Ab 2011 war er zunächst Sportdirektor des ATSE Graz aus der Nationalliga. Von 2011 bis 2012 war er Assistenztrainer bei den Nürnberg Ice Tigers, anschließend wechselte er 2012 als Co-Trainer zu den EC Graz 99ers. Zugleich war er auch Cheftrainer des österreichischen U18-Nationalteams (2011–2013) und danach Assistenztrainer des U20-Nationalteams (2013/14). Im August 2015 wurde er vom EC Steindorf aus Kärnten als neuer Trainer präsentiert, doch übernahm er ab Oktober 2015 den EK Zell am See aus der Inter-National-League. Ende Juli wurde bekannt, dass Hohenberger neuer Trainer der Crocodiles Hamburg in der Deutschen Eishockey-Oberliga Nord wird und damit die Nachfolge von Andris Bartkevics antritt, der am Ende der letzten Saison überraschend zurücktrat. Ein Angebot der Vertragsverlängerung in Hamburg schlug Hohenberger nach dem Abschluss des Spieljahres 2017/18 aus und verließ den Verein.
Zur Saison 2018/19 wurde er Cheftrainer eines weiteren deutschen Oberligisten, des Herner EV. Im September 2018 wurde bei Hohenberger Prostatakrebs festgestellt, er musste sich einer Operation unterziehen und konnte sein Amt als Herner Trainer vorerst nicht ausüben.
In der Saison 2019/2020 kehrte er als Trainer des MEC Halle 04 Saale Bulls hinter die Bande zurück, wurde jedoch bereits im November 2019 wieder von seinen Aufgaben entbunden. Bereits am 31. Januar 2020 derselben Spielzeit wurde er von den Selber Wölfen in der Oberliga Süd als neuer Trainer vorgestellt. In der darauf folgenden Spielzeit 2020/21, welche bedingt durch die COVID-19-Pandemie ohne Zuschauer und unter großen Einschränkungen stattfinden konnte, erreichte Hohenberger mit seinem Verein zunächst die Meisterschaft der Oberliga Süd. In den darauffolgenden Aufstiegsplayoffs gegen den Meister der Oberliga Nord, die Hannover Scorpions, erreichten die Selber Wölfe unter der Leitung von Hohenberger sensationell nach 35 Jahren Abstinenz den Aufstieg in die zweithöchste deutsche Spielklasse, die DEL2.

### International
Von 1989 bis 2003 bestritt Hohenberger fast jedes wichtige Turnier für die österreichische Nationalmannschaft. So nahm er an insgesamt neun A- und drei B-Weltmeisterschaften teil. Außerdem vertrat er sein Heimatland bei den Olympischen Spielen 1994 in Lillehammer.

## Erfolge und Auszeichnungen
- Österreichischer Meister 1992, 1993, 1999, 2002, 2006 mit dem EC Villacher SV
- Deutscher Meister 1995 mit den Kölner Haien
- All-Star-Team der B-Weltmeisterschaft 1992
- Kärntner Eishockey Superstar des Jahres 1993

## Karrierestatistik
(Legende zur Spielerstatistik: Sp oder GP = absolvierte Spiele; T oder G = erzielte Tore; V oder A = erzielte Assists; Pkt oder Pts = erzielte Scorerpunkte; SM oder PIM = erhaltene Strafminuten; +/− = Plus/Minus-Bilanz; PP = erzielte Überzahltore; SH = erzielte Unterzahltore; GW = erzielte Siegtore; 1 Play-downs/Relegation; Kursiv: Statistik nicht vollständig)